# إنتروبانغ

إنتِرُّوبانغ (بالإنجليزية: Interrobang)‏ (‽) هو علامة غير قياسية من علامات الترقيم في شكل علامة استفهام متراكبة على علامة التعجب (تظهر في شكل ؟! ).
تم اقتراح الإنتروبانغ لأول مرة في عام 1962 بواسطة مارتن ك. سبيكتر.